# منتخب بروناي لاتحاد الرغبي
منتخب بروناي لاتحاد الرغبي هو ممثل بروناي الرسمي في المنافسات الدولية في اتحاد الرغبي
.